# Die stumme Bruderschaft
Die stumme Bruderschaft (spanisch La Hermandad de la Sábana Santa) ist ein historischer Krimi der spanischen Autorin Julia Navarro, in dem zwei Geheimbünde mit allen Mitteln um den Besitz einer sehr bekannten Reliquie (dem Turiner Grabtuch) kämpfen.
Nach einem Brandanschlag auf die Kathedrale Duomo di San Giovanni in Turin wird eine Leiche gefunden, der zu Lebzeiten die Zunge amputiert worden ist. Dies lenkt das Interesse des Kommissars Marco Valoni auf den Fall. Im Lauf seiner Ermittlungen stößt er auf die Hintermänner des Verbrechens: ein Templerorden und ein Geheimbund von Urchristen, die Hüter des echten Grabtuches. Damit sie den Ort, an dem das Tuch versteckt ist, nicht preisgeben können, haben sie sich freiwillig die Zunge amputieren lassen.